# Hólmfríður Magnúsdóttir
Hólmfríður Magnúsdóttir (Reykjavík, 20 settembre 1984) è una calciatrice islandese, centrocampista del Selfoss e della nazionale islandese.

## Palmarès

### Club
- Campionato islandese: 2

KR Reykjavík: 2002, 2003
- Coppa d'Islanda: 2

KR Reykjavík: 2002
Selfoss: 2019
- Supercoppa islandese: 1

Selfoss: 2020

### Individuale
- Calciatrice islandese dell'anno: 1

2010